# Přehled rozhlasu
Přehled rozhlasu byl český časopis, který vycházel s podtitulem „Kulturní měsíčník. Radiofonie zvukového filmu, filmové a gramofonové hudby“. První tři ročníky vyšly v letech 1932–1934. Od ročníku 4/1935 vycházel pod názvem Svět mluví – s podtitulem „časopis posluchače rozhlasu, milovníků gramofonové desky a přátel dobrého filmu“. Časopis vydával a za redakci odpovídal Vilém Práger, vycházel s periodicitou jednou měsíčně. Tiskl jej „Pokrok“, tiskařská nakladatelská a vydavatelská akciová společnost v Praze II.

## Charakteristika
Časopis byl zaměřený na posluchače rozhlasu, problematiku jeho šíření a využití v divadle i ve filmu. Zabýval se využitím rozhlasu jako nového média a využitím technických prostředků, které skýtá a možností, jež se teprve před ním otevíraly (články o televizi z roku 1936, 1937).
Již v ročníku 1/1932 vznikla pravidelná filmová rubrika „Filmový přehled“, kterou zpočátku vedl Jan Kučera a kterou po něm postupně převzali František Kocourek a Alexander Hackenschmied. Do prvního ročníku přispěl např. Jiří Míšek či Svatopluk Ježek, který upozornil na vznik nové rubriky brněnské pobočky Radiojurnalu – pod názvem Divadlo a film, kterou moderoval brněnský divadelní kritik J. B. Svrček. V ročníku 2/1933 filmovou rubriku převzal Artuš Černík (šifra A. Č.), který ji redigoval a vedl až do roku 1938. Ve filmové rubrice, která nesla již název „Filmy“, uveřejnil řadu recenzí věnovaných českým hraným filmům (v letech 1933–1938) a zahraniční filmové tvorbě. Dále existovala rubrika „Svět ve filmu“, kterou redigoval (pod šifrou E. Ug.) Eugen Uggé. Do pokračování měsíčníku Přehled rozhlasu – Svět mluví přispěli: Jiří Hrbas (pod pseudonymem Miloslav Havel), Otakar Růžička, Ondřej Pleva, Josef Pleva, František Konečný či Jiří Havelka s článkem pojednávajícím o posluchačích rozhlasu a filmových divácích v Evropě a ve světě. Poslední číslo měsíčníku Svět mluví 14/15 vyšlo 14. ledna 1939.